# Kumarevo (Vranje)
Kumarevo (Servisch cyrillisch Кумарево) is een plaats in de Servische gemeente Vranje. De plaats telt 283 inwoners (2002).